# Генрі Бонелло
Генрі Бонелло (англ. Henry Bonello, нар. 13 жовтня 1988) — мальтійський футболіст, воротар клубу «Хамрун Спартанс» та національної збірної Мальти.

## Клубна кар'єра
У дорослому футболі дебютував 2006 року виступами за команду клубу «Сліма Вондерерс», в якій провів три сезони, взявши участь у 34 матчах чемпіонату, після чого був відданий в оренду до «Вітторіоза Старс». У цьому клубі стати основним голкіпером не зміг і за рік повернувся до «Сліма Вондерерс». Довів лік матчам за цей мальтійський клуб до 100 протягом наступних чотирьох років.
До складу клубу «Гіберніанс» перейшов 2014 року.
З 2015 по 2021 роки Бонелло грав за клуб «Валетта». Влітку 2021 року воротар приєлнався до «Хамрун Спартанс».

## Виступи за збірну
2012 року провів одну гру у складі національної збірної Мальти.

## Титули і досягнення
- Чемпіон Мальти (7):

«Гіберніанс»: 2014-15
«Валетта»: 2015-16, 2017-18, 2018-19
«Хамрун Спартанс»: 2022-23, 2023-24, 2024-25
- Володар Кубка Мальти (2):

«Сліма Вондерерс»: 2008-09
«Валетта»: 2017-18
- Володар Суперкубка Мальти (6):

«Сліма Вондерерс»: 2009
«Валетта»: 2016, 2018, 2019
«Хамрун Спартанс»: 2023, 2024